# Gmina Lesko
Gmina Lesko Lengyelország délkeleti részén, a Kárpátaljai vajdaságban, a Leskói járásban található település. A község székhelye Lesko, amely 67 kilométernyire délre fekszik a vajdaság központjától, Rzeszówtól. 
A község területe 118,58 négyzetkilométerre terjed ki és a 2006-os adatok alapján 11603 fő él itt, melyből 5684 fő Lesko területén él. 
A község területén fekszik a Słonne-hegység Tájképvédelmi Park természetvédelmi terület egy része. 

## Települések a községben
Gmina Lesko községben az alábbi települések találhatóak:
- Bachlawa,
- Bezmiechowa Dolna,
- Bezmiechowa Górna,
- Dziurdziów,
- Glinne,
- Hoczew,
- Huzele,
- Jankowce,
- Łączki,
- Łukawica,
- Manasterzec,
- Postołów,
- Średnia Wieś és
- Weremień.

## Szomszédos községek
Gmina Leskót Gmina Baligród, Gmina Olszanicza, Sanok, Gmina Solina Tyrawa Wołoska és Gmina Zagórz határolják.

## Fordítás
Ez a szócikk részben vagy egészben  a   Gmina Lesko című angol Wikipédia-szócikk ezen változatának fordításán alapul.  Az eredeti cikk szerkesztőit annak laptörténete sorolja fel. Ez a jelzés csupán a megfogalmazás eredetét és a szerzői jogokat jelzi, nem szolgál a cikkben szereplő információk forrásmegjelöléseként.